# Boro (Sapouy)
Pour les articles homonymes, voir Boro.
Ne doit pas être confondu avec Boro (Pâ).
Boro est une commune rurale située dans le département de Sapouy de la province du Ziro dans la région du Centre-Ouest au Burkina Faso.